# Adrien Léon
Adrien Léon (4 août 1827, Bordeaux - 15 octobre 1896, Bénac), est un homme politique français.

## Biographie
Fils d'un riche armateur juif de Bordeaux, parent de Salomon Camille Lopes-Dubec, il se destina à la carrière militaire, entra à école de Saint-Cyr en 1848, en sortit officier, et donna sa démission en 1852 pour reprendre la maison de son père. Il fit la campagne de 1870 comme lieutenant-colonel d'un régiment auxiliaire. 
Républicain modéré, il fut élu, le 8 février 1871, représentant de la Gironde à l'Assemblée nationale, il prit place au centre droit, fut tour à tour secrétaire et questeur de ce groupe, fit partie des réunions Feray et Saint-Marc Girardin, vota pour la paix, pour l'abrogation des lois d'exil, s'abstint sur la pétition des évêques, et se prononça pour le pouvoir constituant de l'Assemblée, contre le service de trois ans, pour la démission de Thiers, pour le septennat, pour le ministère de Broglie, contre l'amendement Wallon, contre les lois constitutionnelles. 
Conseiller général, il fut président du Conseil général de la Gironde de 1876 à 1877.
Après la législature, il se présenta, le 30 janvier 1876, aux élections sénatoriales dans la Gironde, où il échoua, puis aux élections législatives d'octobre 1877, dans l'arrondissement de Bazas, où il ne fut pas plus heureux face au candidat du maréchal, Jérôme David, bonapartiste. Cette élection ayant été invalidée, Léon se représenta de nouveau et sans plus de succès, le 7 juillet 1878. 
Nommé, en 1880, trésorier-général du département de l'Oise, il donna sa démission au moment de l'expulsion des princes.

### Sources bibliographiques
- « Adrien Léon », dans Adolphe Robert et Gaston Cougny, Dictionnaire des parlementaires français, Edgar Bourloton, 1889-1891 [détail de l’édition]
- Sylvie Guillaume et Bernard Lachaise (Université Bordeaux-Montaigne. Centre aquitain de recherches en histoire contemporaine), Dictionnaire des parlementaires d'Aquitaine sous la Troisième République, Talence, Presses Universitaires de Bordeaux, 1998, br, couv. ill.; 624, 24 cm (ISBN 2-86781-231-3 et 9782867812316, OCLC 468077217, BNF 37035405, SUDOC 045199868, présentation en ligne, lire en ligne), p. 292